# Iasomie sălbatică
Iasomie sălbatică (Jasminum fruticans) este un arbust mic, înalt până la 1,5 m, uneori chiar până la 3 m, cu tulpină ramificată din familia oleacee răspândit în regiunea mediteraneană și Asia Mică. Ramurile sunt colțuroase (muchiate) cu frunze trifoliate, puțin încovoiate și obtuze, verzi și în timpul iernii. Florile sunt galbene, plăcut mirositoare, grupate câte 2-5 la capătul unor lujeri scurți laterali. Înflorește în mai-iunie. Fructul este o bacă. În România crește spontan în Dobrogea pe locuri stâncoase și pietroase, în tufărișuri, în marginea pădurilor.  Este cultivată ca plantă decorativă. Iasomie sălbatică este declarată monument al naturii și ocrotită prin lege.